# Robert Ralphy
Pour les articles homonymes, voir Alphandéry.
Jacques Robert Elieser Alphandéry dit Robert Ralphy ou Ralphy,, né le 11 mars 1880 dans le 9e arrondissement de Paris et mort le 26 septembre 1942 dans le camp de concentration d'Auschwitz, est un acteur français. 
Par sa mère, il est le cousin de l'auteur dramatique Georges de Porto-Riche (1849-1930).

## Biographie
Parallèlement à ses activités d'industriel, Robert Alphandéry se lance sous le nom de Robert Ralphy dans une carrière d'acteur essentiellement de seconds rôles dès l'apparition du cinéma parlant au début des années trente. En dehors de sa carrière d'acteur, on sait également qu'il fut de 1937 à 1939 membre du comité de rédaction de la revue Le Reporter du studio, hebdomadaire sur l'actualité du cinéma fondé et géré par le journaliste et critique cinématographique Henri Contet.
Victime des lois anti-juives du gouvernement de Vichy, il est arrêté en août 1942 et interné au camp de Pithiviers avant d'être déporté le 21 septembre suivant par le convoi n° 35 vers le camp d'extermination d'Auschwitz où il sera exécuté le lendemain de son arrivée. Sa dernière adresse est au 19 avenue de Friedland, dans le 8e arrondissement de Paris
Robert Alphandéry figure sur le Mur des noms du Mémorial de la Shoah à Paris (dalle n° 2, colonne n° 1, rangée n° 2).

## Filmographie
- 1933 : Le Béguin de la garnison, de Pierre Weill et Robert Vernay
- 1933 : La Nuit des dupes, de Pierre Weill et Maurice Labro - court métrage -
- 1933 : Byrrh-cassis gagnant, de Pierre Weill - court métrage -
- 1933 : L'Abbé Constantin, de Jean-Paul Paulin : l'avoué des Lavardens
- 1933 : Une femme au volant, de Kurt Gerron et Pierre Billon : Léopold Cordier
- 1934 : J'épouserai mon mari, de Maurice Labro et Pierre Weill - court métrage -
- 1934 : Le Chéri de sa concierge, de Joseph Guarino-Glavany
- 1935 : Touche-à-tout, de Jean Dréville ; un client
- 1935 : L'Heureuse Aventure, de Jean Georgesco
- 1935 : La Coqueluche de ces dames, de Gabriel Rosca
- 1935 : Ernest a le filon, de Andrew Brunelle - court métrage -
- 1935 : La Famille Pont-Biquet, de Christian-Jaque
- 1935 : Une nuit de noces, de Georges Monca et Maurice Kéroul
- 1936 : Le Vase étrusque, de Max Lerel et Georges Pallu
- 1936 : La Belle Équipe, de Julien Duvivier : un locataire
- 1936 : L'Argent, de Pierre Billon : l'huissier de Justice
- 1936 : Aventure à Paris, de Marc Allégret
- 1936 : Les Loups entre eux, de Léon Mathot : l'avocat de Brenner
- 1936 : Le Mort en fuite, d'André Berthomieu
- 1937 : L'Homme du jour, de Julien Duvivier : un journaliste
- 1937 : Nuits de feu, de Marcel L'Herbier : le secrétaire du Procureur
- 1937 : Les Rois du sport, de Pierre Colombier : un dîneur
- 1937 : Nuits de prince, de Vladimir Strijewski
- 1937 : Le Porte-veine, d'André Berthomieu
- 1937 : L'Habit vert, de Roger Richebé : un académicien
- 1937 : La Reine des resquilleuses, de Marco de Gastyne et Max Glass
- 1938 : Une de la cavalerie, de Maurice Cammage
- 1938 : Vidocq, de Jacques Daroy
- 1938 : Valse éternelle, de Max Neufeld : Salina
- 1938 : Le Train pour Venise, d'André Berthomieu : un quémandeur
- 1938 : Monsieur Coccinelle, de Dominique Bernard-Deschamps
- 1938 : Quand le cœur chante, de Bernard Roland - moyen métrage -
- 1938 : Belle Étoile, de Jacques de Baroncelli : le passant entreprenant
- 1938 : Les Gaietés de l'exposition de Ernest Hajos
- 1938 : Éducation de prince, de Alexandre Esway : un dignitaire de Silistrie
- 1938 : La Chaleur du sein, de Jean Boyer
- 1938 : La Cité des lumières, de Jean de Limur : le vieux beau
- 1938 : Katia, de Maurice Tourneur : un consommateur
- 1939 : La Boutique aux illusions, de Jacques Séverac
- 1939 : Pièges, de Robert Siodmak
- 1942 : Annette et la Dame blonde, de Jean Dréville